# (36783) Kagamino
(36783) Kagamino est un astéroïde de la ceinture principale.

## Description
(36783) Kagamino est un astéroïde de la ceinture principale. Il fut découvert le 23 septembre 2000 au Bisei SG Center par BATTeRS. Il présente une orbite caractérisée par un demi-grand axe de 2,41 UA, une excentricité de 0,21 et une inclinaison de 6,8° par rapport à l'écliptique.

## Compléments